# National Football League 1961
La stagione NFL 1961 fu la 42ª stagione sportiva della National Football League, la massima lega professionistica statunitense di football americano. La finale del campionato si disputò il 31 dicembre 1961 al City Stadium di Green Bay, in Wisconsin e vide la vittoria dei Green Bay Packers sui New York Giants per 37 a 0. La stagione iniziò il 17 settembre 1961 e si concluse con il Pro Bowl 1962 che si tenne il 14 gennaio al Los Angeles Memorial Coliseum.
La stagione fu caratterizzata dall'espansione della lega a 14 squadre con il debutto dei Minnesota Vikings che, dopo aver rifiutato l'offerta dell'American Football League, venne inserita nella Western Conference. Di conseguenza i Dallas Cowboys vennero trasferiti nella Eastern Conference per pareggiare il numero di squadre per conference. La stagione regolare passo quindi da 12 a 14 giornate.

## Stagione regolare
La stagione regolare si svolse in 14 giornate, iniziò il 17 settembre e terminò il 17 dicembre 1961.

### Risultati della stagione regolare
- V = Vittorie, S = Sconfitte, P = Pareggi, PCT = Percentuale di vittorie, PF = Punti Fatti, PS = Punti Subiti
- Nota: nelle stagioni precedenti al 1972 i pareggi non venivano conteggiati nel calcolo della percentuale di vittorie.

| Eastern Conference    |    |    |   |     |     |     |
| Squadra               | V  | S  | P | PCT | PF  | PS  |
| New York Giants       | 10 | 3  | 1 | 769 | 368 | 220 |
| Philadelphia Eagles   | 10 | 4  | 0 | 714 | 361 | 297 |
| Cleveland Browns      | 8  | 5  | 1 | 615 | 319 | 270 |
| Saint Louis Cardinals | 7  | 7  | 0 | 500 | 279 | 267 |
| Pittsburgh Steelers   | 6  | 8  | 0 | 429 | 295 | 287 |
| Dallas Cowboys        | 4  | 9  | 1 | 308 | 236 | 380 |
| Washington Redskins   | 1  | 12 | 1 | 77  | 174 | 392 |

| Western Conference  |    |    |   |     |     |     |
| Squadra             | V  | S  | P | PCT | PF  | PS  |
| Green Bay Packers   | 11 | 3  | 0 | 786 | 391 | 223 |
| Detroit Lions       | 8  | 5  | 1 | 615 | 270 | 258 |
| Baltimore Colts     | 8  | 6  | 0 | 571 | 302 | 307 |
| Chicago Bears       | 8  | 6  | 0 | 571 | 326 | 302 |
| San Francisco 49ers | 7  | 6  | 1 | 538 | 346 | 272 |
| Los Angeles Rams    | 4  | 10 | 0 | 286 | 263 | 333 |
| Minnesota Vikings   | 3  | 11 | 0 | 214 | 285 | 407 |

## La finale
La finale del campionato, il NFL Championship Game si disputò il 31 dicembre 1961 al City Stadium di Green Bay e vide la vittoria dei Green Bay Packers sui New York Giants per 37 a 0.

## Vincitore
| Vincitori del campionato NFL 1961 Green Bay Packers 7º titolo |

## Premi individuali
| MVP della NFL        | Paul Hornung, Running Back, Green Bay |
| Allenatore dell'anno | Allie Sherman, N.Y. Giants            |